# Soprano

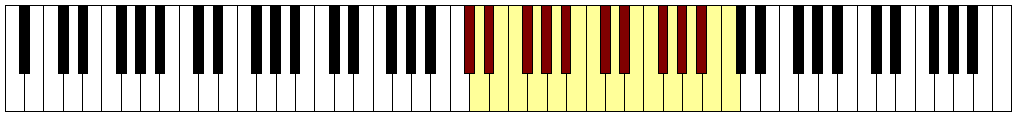
Tessitura habitual d'una soprano: del do#₃ al do₅.

Una soprano o tiple és la cantant femenina clàssica i té el registre vocal més alt de tots els tipus de veu. El registre vocal de la soprano (utilitzant la notació científica del to) va des d'aproximadament el Do mitjà (C4) de 261 Hz fins al La alt (A5) de 880 Hz en música coral, o fins al Do soprano (C6, dues octaves per sobre del Do mitjà) de 1046 Hz o superior a la música operística. En l'harmonia d'estil coral de quatre parts, la soprano pren la part més alta, que sovint engloba la melodia. El tipus de veu de soprano es divideix generalment en coloratura, soubrette, lírica, spinto i soprano dramàtica.
La paraula "soprano" prové de la paraula italiana sopra (a sobre, a sobre, a sobre), ja que la soprano és la veu humana més alta, sovint donada als papers femenins principals de les òperes. "Soprano" es refereix principalment a dones, però també es pot aplicar als homes; "sopranista" és el terme per a un contratenor masculí capaç de cantar en el registre vocal de soprano, mentre que un castrat és el terme per a un cantant masculí castrat, típic dels segles xvi, xvii i xviii, i un agut és un noi soprano que encara no ha arribat a la pubertat i encara és capaç de cantar en aquest rang.
El terme també s'aplica a instruments en el cas que un mateix instrument es construeix en mides diferents que puguin sonar en tessitures diverses amb un timbre homogeni. En aquest cas el soprano és l'instrument de tessitura més aguda (fora dels casos en què hi ha un sopranino). Això es dona sobretot en instruments utilitzats en el Renaixement i en el Barroc com la viola de gamba, la flauta de bec, etc. Actualment s'aplica al saxòfon.
Dintre de la veu de soprano trobem distints matisos, de manera que es poden classificar en diferents tipus, malgrat que les fronteres no són gens nítides i una mateixa soprano pot adaptar-se a diferents matisos o fins i tot pot evolucionar la seva veu durant la seva carrera lírica.
- Soprano lleugera o de coloratura: Veu de gran abast en els aguts. La soprano lleugera posseeix una veu de gran nitidesa i agilitat que li permet grans ornaments, per exemple, refilar sense dificultat.[6] Un exemple és la soprano lleugera francesa Natalie Dessay com a Morgana a l'Alcina de Georg Friedrich Händel.
- Soprano soubrette: Similar a la soprano lleugera, però amb un timbre i una tessitura més greus. Un exemple de soprano soubrette és Elizabeth Hillebrand com a Galatea a l'Acis i Galatea de Georg Friedrich Händel o com a Nannetta al Falstaff de Giuseppe Verdi.
- Soprano lírica lleugera: Veu intermèdia, capacitada per a escometre gran part dels papers de soprano lleugera i lírica. Resulta menys àgil i aguda que la lleugera, però com a contrapartida, té una zona més reduïda en els greus que la lírica. Un exemple de soprano lírica lleugera és Sumi Jo com la Reina de la Nit en La flauta màgica de Wolfgang Amadeus Mozart.
- Soprano lírica: Timbre més lleuger i amb un estil més cantabile que la mateixa soprano lleugera.[7] A més, també assoleix major expressivitat i volum. Com a inconvenient, manca d'aguts tan ferms. Sovint les partitures per a soprano són les destinades a soprano lírica. Un exemple de soprano lírica és Montserrat Caballé.
- Soprano spinto: Supera en potència i expressió a la soprano lírica. Un exemple és Galina Gorchakova com a Floria Tosca a Tosca de Giacomo Puccini.[7]
- Soprano dramàtica: Veu poderosa i expressiva. Posseïx uns greus més rics que la soprano lírica spinto i el timbre és més marcat. Un exemple és Birgit Nilsson com a Isolda en Tristany i Isolda de Richard Wagner.[7]

## Sopranos famoses
- Montserrat Caballé
- Maria Callas
- Renata Tebaldi
- Victòria dels Àngels
- Barbara Hendricks
- Emma Kirkby
- Kiri Te Kanawa
- Rose Caron
- Joan Sutherland